# Комаровка (Брянская область)
Комаровка — деревня в Дубровском районе Брянской области, в составе Сергеевского сельского поселения.
Расположена в 3 км к северо-западу от деревни Афонино, на левом берегу реки Вороницы, по которой здесь проходит граница со Смоленской областью. Постоянное население с 2002 года отсутствует.
Упоминается с XIX века; до 1929 года в Рославльском уезде (с 1861 — в составе Епишевской волости, с 1924 — в Сещенской волости); с 1929 — в Дубровском районе. До 1959 года входила в Трояновский сельсовет.
| Годы      | 1859 | 1904 | 1979 | 1989 | 2002 | 2010 |
| --------- | ---- | ---- | ---- | ---- | ---- | ---- |
| Население | 111  | 199  | 42   | 6    | 0    | 0    |